# Região Geográfica Intermediária de Marabá
A Região Geográfica Intermediária de Marabá é uma das sete regiões intermediárias do estado brasileiro do Pará e uma das 134 regiões intermediárias do Brasil, criadas pelo Instituto Brasileiro de Geografia e Estatística (IBGE) em 2017. É composta por 23 municípios, distribuídos em três regiões geográficas imediatas.
Sua população total estimada pelo Instituto Brasileiro de Geografia e Estatística (IBGE) para 1º de julho de 2018 é de 1 246 977 habitantes, distribuídos em uma área total de 109 083,881 km².
Marabá é o município mais populoso da região intermediária, com 275 086 habitantes, de acordo com estimativas de 2018 do Instituto Brasileiro de Geografia e Estatística (IBGE).

## Regiões geográficas imediatas
| Região geográfica imediata                | Municípios | População Estimativa 2018 | Área (km²)  |
| ----------------------------------------- | --- | ------------------------- | ----------- |
| Região Geográfica Imediata de Marabá      | Abel Figueiredo Bom Jesus do Tocantins Brejo Grande do Araguaia Itupiranga Jacundá Marabá Nova Ipixuna Palestina do Pará Piçarra Rondon do Pará São Domingos do Araguaia São Geraldo do Araguaia São João do Araguaia | 571 610                   | 49 684,091  |
| Região Geográfica Imediata de Tucuruí     | Baião Breu Branco Goianésia do Pará Novo Repartimento Pacajá Tucuruí | 384 747                   | 44 041,387  |
| Região Geográfica Imediata de Parauapebas | Canaã dos Carajás Curionópolis Eldorado do Carajás Parauapebas | 290 620                   | 15 358,403  |
| Total                                     | 23 | 1 246 977                 | 109 083,881 |